# Simon (film)
Simon – Spies, Skæg og Ballade er en film fra 2004, der er en optagelse af musicalopsætningen, skrevet af Nikolaj Cederholm. Filmen omhandler Simon Spies' liv.
I musicalen medvirkede bl.a. Anders Matthesen (som Simon Spies), Jimmy Jørgensen og Morten Hauch-Fausbøll
Musicalen blev opført i 2004 på Østre Gasværk af flere gange med 80.000 publikum i alt. Her blev opsætningen optaget og udgivet på dvd samme år. Dvd'en indeholder ekstramateriale i form af et kig bag kulisserne og oplevelsen af virkelighedens Simon.